# Marioú (Réthymnon)
Marioú, en grec moderne : Μαριού, est un village du dème d'Ágios Vasílios, de l'ancienne municipalité de Foínikas, dans le district régional de Réthymnon, en Crète, en Grèce. Selon le recensement de 2011, la population de Marioú compte 303 habitants. Le village est situé à une distance de 30 km de Réthymnon et à une altitude de 220 mètres.

## Source de la traduction
- (el) Cet article est partiellement ou en totalité issu de l’article de Wikipédia en grec moderne intitulé « Μαριού Ρεθύμνης » (voir la liste des auteurs).